# Official New Zealand Music Chart
Official New Zealand Music Chart er den ugentlige New Zealand single- og album-top 40 hitlister, der udstedes ugentlige af Recorded Music NZ (tidligere Recording Industry Association of New Zealand). Musikhitlisten inkluderer også top-20 New Zealand-singler og albummer, og top 10 kompilationalbummer. Alle hitlister er udarbejdet på grundlag af data for både det fysiske og det digitale salg af musik-forhandlere i New Zealand.

## Metode
Hitlisten er i øjeblikket salg og streaming af sange. I juni 2014 blev det annonceret, at hitlisten også vil omfatte streaming; dette trådte i kraft med fra den 7. november 2014 og dateret 10. november 2014. Tidligere var airplay også indregnet i hitlisten.
Singler
- De fleste nummer 1-singler: Michael Jackson, U2, og Katy Perry: 8
- De fleste nummer 1 singler (NZ): Deep Obsession: 3
- De fleste placeringer på hitlisten: Madonna: 53
- De fleste placeringer på hitlisten (NZ): Shihad: 25
- De fleste uger på hitlisten: New Order "Blue Monday", 74 uger
- De fleste uger på hitlisten (NZ): Tiki Taane "Always On My Mind", 55 uger

Albummer
- De fleste No. 1 albummer: U2: 13 No. 1 album
- De fleste No. 1 albummer (NZ): Local Act: Hayley Westenra, og Shihad, fem No. 1 album hver
- De fleste placeringer på hitlisten: Elton John: 35
- De fleste placeringer på hitlisten (NZ): Split Enz: 14
- De fleste uger på hitlisten: Pink Floyds Dark Side of the Moon, 297 uger
- De fleste uger på hitlisten (NZ): Fat Freddy's Drop, Based on a True Story, 108 uger
- De fleste uger som No. 1: Adele 21, 28 uger
- De fleste uger som No. 1 (NZ): Hayley Westenra Pure, 19 uger